# Jean-François Chossy
Jean-François Chossy (ur. 4 maja 1947 w Montbrison) – francuski polityk, wieloletni deputowany, samorządowiec.

## Życiorys
Z wykształcenia technik farmaceuta. W latach 1989–2001 był merem miasta Saint-Just-Saint-Rambert w regionie Rodan-Alpy. W 1993 po raz pierwszy został wybrany na posła do Zgromadzenia Narodowego. Od tego czasu uzyskiwał reelekcję w kolejnych wyborach (1997, 2002 i 2007) w jednym z okręgów Loary. W parlamencie został m.in. członków parlamentarnej grupy studyjnej poświęconej kwestii Tybetu. W 2011 zawiesił sprawowanie mandatu poselskiego, a w 2012 nie ubiegał się o reelekcję. W latach 1998–2010 pełnił także funkcję radnego regionu Rodan-Alpy.
Był działaczem UDF, współtworzył później z Christine Boutin Forum Socjalnych Republikanów (przemianowane później na Partię Chrześcijańsko-Demokratyczną). Związany z Unią na rzecz Ruchu Ludowego, przy której jego ugrupowanie ma status partii stowarzyszonej.